# Maastrichtská kritéria
Maastrichtská kritéria (známa také jako konvergenční kritéria) jsou kritéria pro členské státy Evropské unie pro vstup do 3. fáze Evropské hospodářské a měnové unie (EMU) a pro zavedení společné měny – eura.
Čtyři hlavní kritéria jsou založena na článku 140(1) Smlouvy o fungování Evropské unie.
Členské státy EU, které chtějí zavést euro, musí splnit tato kritéria:
1. Cenová stabilita – průměrná roční inflace nesmí překročit o více než 1,5 p. b. průměrnou roční inflaci tří členských zemí s nejlepšími hodnotami inflace
2. Stabilita devizového kurzu – alespoň dva roky před vstupem do měnové unie by se kandidátská země měla zapojit do ERM II a po tuto dobu by nemělo dojít k devalvaci.
3. Konvergence dlouhodobých úrokových sazeb – dlouhodobá nominální úroková míra nesmí přesahovat o více než 2 p. b. průměr tří zemí s nejlepšími výsledky týkajících se cenové stability.
4. Veřejné finance

kritérium veřejného dluhu – podíl veřejného dluhu na HDP nesmí překročit 60 %.
kritérium veřejného deficitu – podíl schodku veřejných financí k HDP musí být menší než 3 %.
Shodné statuty centrálních bank [zdroj?]
Maastrichtská konvergenční kritéria musí splnit každý stát, který chce vstoupit do Evropské měnové unie.
V roce 1999, kdy se hospodářská a měnová politika dostala do třetí fáze, splňovalo maastrichtská konvergenční kritéria 13 členských států (ne všechny se zapojily do měnové unie). Řecko, jako jediné nesplňovalo maastrichtská kritéria. V roce 2000, na základě nových hospodářských ukazatelů Řecka, bylo rozhodnuto,že již splňuje konvergenční kritéria. V roce 2004 vyšlo najevo, že Řecko statistické údaje zfalšovalo. Nicméně postavení Řecka se v eurozóně nezměnilo .